# Боброво (Ком'янське сільське поселення)
Бобро́во (рос. Боброво) — присілок у складі Грязовецького району Вологодської області, Росія. Входить до складу Ком'янського сільського поселення.

## Населення
Населення — 2 особи (2010; 10 у 2002).
Національний склад (станом на 2002 рік):
- росіяни — 100 %